# Palmas
Palmas (Akwẽ-Xerénte: Akwẽ krikahâzawre wam hã [akwẽ kɾikahəʐawɾɛ wam hə̃]) é um município brasileiro, capital e também a maior cidade do estado do Tocantins. A cidade foi fundada em 20 de maio de 1989, sete meses e meio após a criação do Tocantins pela Constituição de 1988, pelo governador José Wilson Siqueira Campos que encarregou, mediante contrato, os  arquitetos Luís Fernando Cruvinel Teixeira e Walfredo Antunes de Oliveira Filho, para a realização do projeto arquitetônico e urbanístico. A partir daí, a cidade começou a ser construída pelos trabalhadores que vieram do interior do Tocantins e de vários outros estados do país. Entretanto, somente a partir do dia 1° de janeiro de 1990, é que Palmas passou a ser a capital definitiva do estado, já que antes a cidade ainda não possuía condições físicas de sediar o governo estadual, que estava alocado temporariamente no município vizinho de Miracema do Tocantins.
Palmas é a última cidade do século XX completamente planejada, já que a cidade nasceu e foi projetada desde o início para ser a capital do estado do Tocantins, sendo também a mais nova capital estadual do país. O município caracteriza-se também por ter a melhor qualidade de vida entre as capitais e municípios do norte brasileiro. O crescimento de Palmas foi demasiado durante a década de 1990. Em 1991 a cidade tinha uma população de 24.261 habitantes. No ano de 2000, a cidade já contava com 130.528 habitantes. Sua urbanização também cresceu nos últimos anos. Apesar de uma desaceleração, Palmas tem um crescimento econômico de 8,7%, maior do que o índice nacional e do estado.

## Etimologia
O nome para batizar a capital do Tocantins, Palmas, foi escolhido em homenagem a Comarca de São João da Palma (atual Paranã), sede do primeiro movimento separatista da região, instalada em 1809 na barra do Rio Palma com o Rio Paranã. Outro fator que influenciou o nome foi a grande quantidade de palmeiras na região.

## História

### Povos indígenas

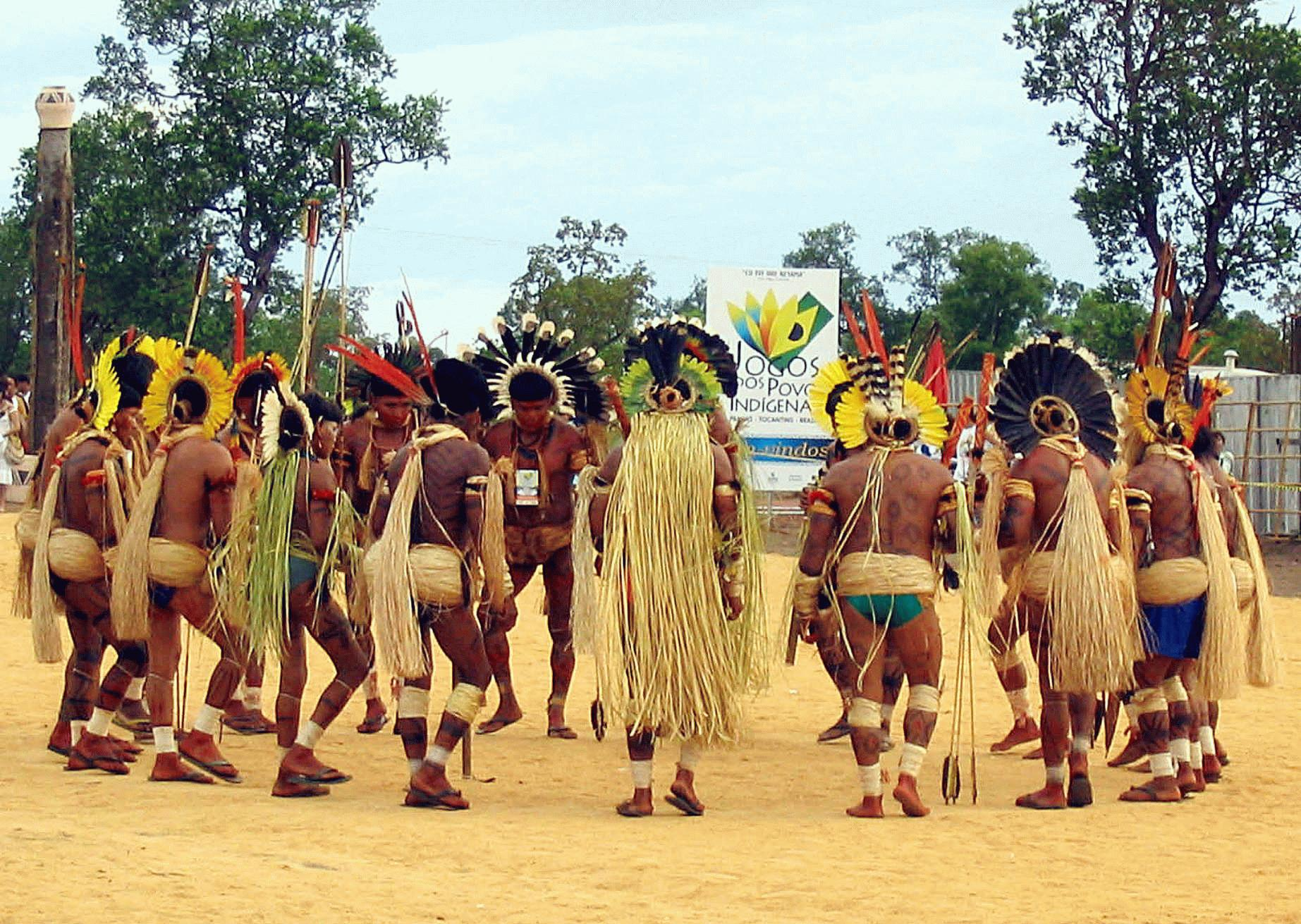
Índios enawenê-nawê festejam os 6º Jogos dos Povos Indígenas, na arena da Praia da Graciosa, em Palmas. Na foto, dançam e cantam o ritual salumã, celebrado nos últimos meses de cada ano em sua aldeia, em homenagem aos espíritos celestes e comemorando a fartura do mel, colhido nesta mesma época.

Antes da chegada dos europeus ao continente americano, no século XVI, a porção central do Brasil era ocupada por indígenas do tronco linguístico macro-jê, como os acroás, os xacriabás, os xavantes, os caiapós, os javaés, entre outros povos indígenas.

### Movimentos separatistas
A história de Palmas é intimamente relacionada com a história de seu estado. A área em que se localiza o Tocantins na atualidade era o norte do estado de Goiás e desde o século XIX houve alguns movimentos separatistas na região. Em 1809, um movimento separatista da região de Goiás chamada Vila da Palma foi instalado na barra do rio Palma com o rio Paranã. Já em 1821, após um isolamento daquela região provocada pelo rei João VI de Portugal causou outra revolta separatista, quando o Desembargador
Joaquim Teotônio Segurado proclamou um governo autônomo para aquela região. Todavia, em três anos a revolta foi contida por Caetano Maria Gama, presidente daquela província, nomeado por Dom Pedro I, então imperador do Brasil.
A divisão de Goiás ficou em latência até os anos 1970 do século XX, quando foi discutida no Congresso Nacional, e aprovada em 1988

### Fundação do Tocantins
Somente anos depois, com o desmembramento do estado do Tocantins a partir do estado de Goiás, pela Constituição de 1988, é que Palmas finalmente começou a surgir. No dia 10 de janeiro de 1989, a cidade de Miracema do Tocantins foi definida como capital provisória do estado.
No dia 15 de fevereiro de 1989, a Assembleia autorizou o então governador Siqueira Campos a desapropriar a área da Serra do Carmo e a leste do povoado de Canela para a criação da nova capital do estado idealizada pelo então governador da época. No dia 6 de março do mesmo ano, por decreto, foi criada a Comissão de Implantação da Nova Capital (Novacap) e, no dia 20 de maio de 1989, foi lançada a pedra fundamental da cidade, numa solenidade que reuniu cerca de dez mil pessoas na Praça dos Girassóis. No mesmo dia, o governador Siqueira Campos acionou o trator, abrindo a avenida Teotônio Segurado, a primeira via arterial da cidade. Grande parte do município foi construído por trabalhadores oriundos de várias localidades do Brasil.

### Nova capital
No dia 19 de julho do mesmo ano, a Assembleia Estadual Constituinte aprovou o projeto de lei do executivo criando o Município de Palmas. A lei foi sancionada no dia 1 de agosto seguinte, quando Siqueira Campos confirmou a transferência da capital de Miracema do Tocantins para Palmas.
Somente em 1 de janeiro de 1990 é que Palmas assumiu sua função de capital do estado e os poderes constituídos foram transferidos da capital provisória, Miracema, para o plano diretor da nova cidade. Porém, as repartições do governo ainda não existiam e não tinham acomodações para alojar o pessoal administrativo. O primeiro prefeito do município foi Fenelon Barbosa Sales.
Hoje, a população da cidade já chega a quase trezentas mil pessoas. Cidade planejada, foi construída contendo avenidas largas, uma preservação ambiental eficiente e bons locais públicos. Palmas foi a capital com o maior crescimento demográfico durante a primeira década do século XXI.

## Geografia

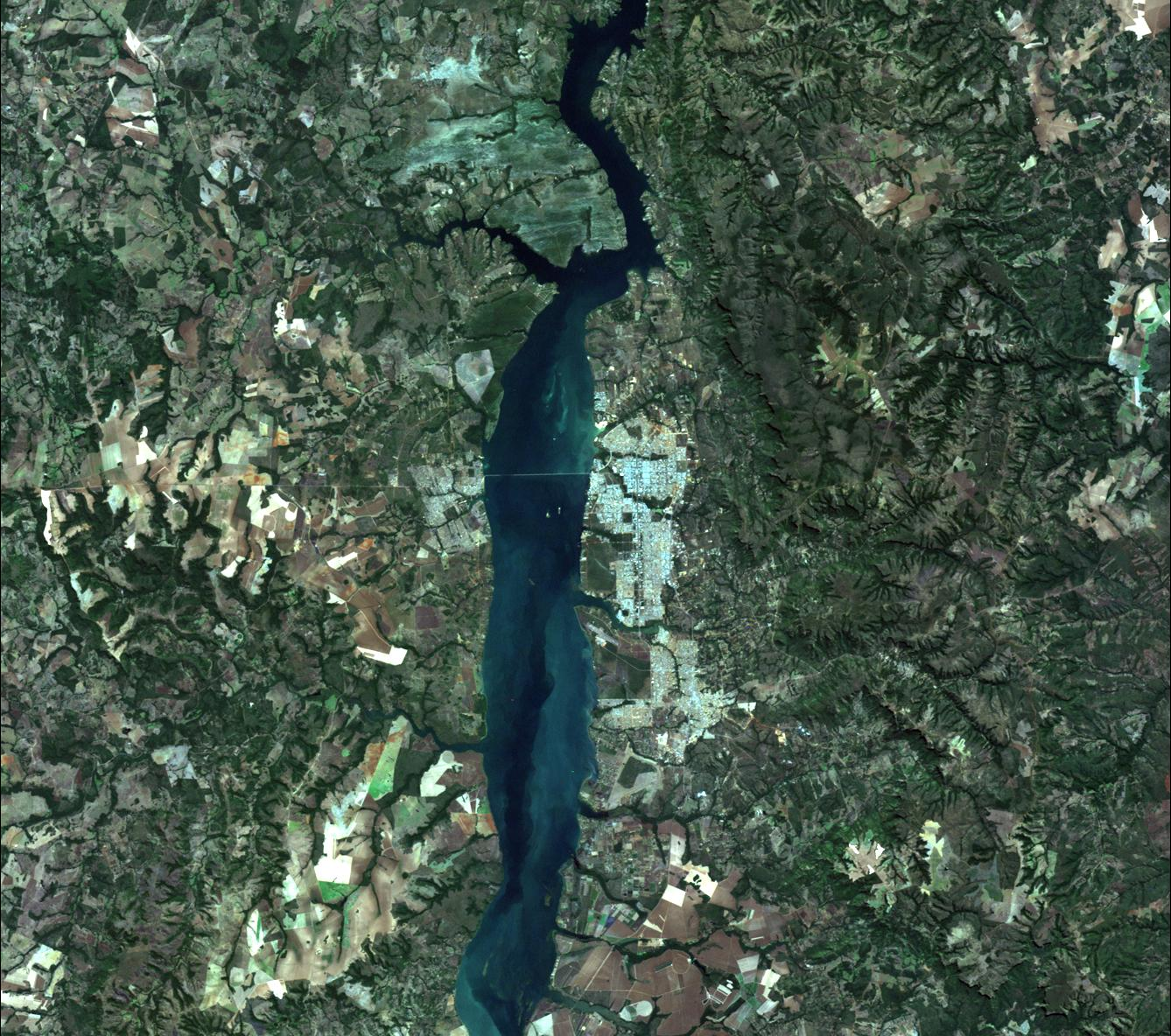
Imagem de satélite de Palmas

Palmas é a capital do vigésimo quarto estado mais populoso do Brasil, Tocantins, situando-se nas coordenadas geográficas 10° 11' 04" sul e 48° 20' 01" oeste, sendo que o Paralelo 10 Sul e o Meridiano 48 Oeste passam por dentro do território do município. A área original do município de Palmas, segundo o IBGE é de 2219 km2. Sua altitude é de 260m. Os municípios vizinhos a Palmas são respectivamente: Lajeado e Aparecida do Rio Negro ao norte; Novo Acordo e Santa Tereza do Tocantins ao leste; Monte do Carmo ao sudeste e ao sul; Porto Nacional ao sul, ao sudoeste e ao oeste; e Miracema do Tocantins ao noroeste.
O relevo está caracterizado pelas Serras do Carmo e do Lajeado, que constituem um relevo basicamente escarposo, sendo que a cidade se mantêm em uma 'planície' entre a Serra e o lago represado. O principal rio que banha o município de Palmas é o Rio Tocantins. O trecho deste rio que banha o município faz parte do lago formado pela Usina Hidrelétrica de Lajeado, que fica localizada a pouco mais de 54 km ao norte da cidade, no município vizinho de Lajeado. Dentre os outros cursos d'água que passam pelo município, destacam-se o Rio das Balsas, o Ribeirão das Pedras, o Ribeirão Taquaruçu, o Córrego Macaco e o Ribeirão Taquaruçu Grande.
Sendo uma das capitais mais quentes do Brasil, o clima de Palmas é o tropical semiúmido do tipo Aw, com uma estação chuvosa de outubro a abril e outra seca de maio até setembro, quando a umidade do ar despenca a níveis críticos. Nos meses de agosto e setembro, comumente são registradas as maiores temperaturas do ano, chegando a 40 °C ou mais em alguns dias, tornando Palmas uma das capitais estaduais mais quentes do Brasil na atualidade. O índice pluviométrico é de cerca de 1 750 milímetros (mm) anuais, de acordo com o Instituto Nacional de Meteorologia (INMET), que possui uma estação meteorológica na cidade desde novembro de 1993. Desde a abertura da estação, a menor temperatura ocorreu em 12 de julho de 1996 (mínima de 11,1 °C) e a maior em 25 de outubro de 2017  (máxima de 43 °C). O maior acumulado de precipitação em 24 horas chegou a 156,5 mm em 23 de março de 2010.
| Dados climatológicos para Palmas (OMM: 83033)                                                  | Dados climatológicos para Palmas (OMM: 83033) | Dados climatológicos para Palmas (OMM: 83033) | Dados climatológicos para Palmas (OMM: 83033) | Dados climatológicos para Palmas (OMM: 83033) | Dados climatológicos para Palmas (OMM: 83033) | Dados climatológicos para Palmas (OMM: 83033) | Dados climatológicos para Palmas (OMM: 83033) | Dados climatológicos para Palmas (OMM: 83033) | Dados climatológicos para Palmas (OMM: 83033) | Dados climatológicos para Palmas (OMM: 83033) | Dados climatológicos para Palmas (OMM: 83033) | Dados climatológicos para Palmas (OMM: 83033) | Dados climatológicos para Palmas (OMM: 83033) |
| Mês                                                                                            | Jan                                           | Fev                                           | Mar                                           | Abr                                           | Mai                                           | Jun                                           | Jul                                           | Ago                                           | Set                                           | Out                                           | Nov                                           | Dez                                           | Ano                                           |
| ---------------------------------------------------------------------------------------------- | --------------------------------------------- | --------------------------------------------- | --------------------------------------------- | --------------------------------------------- | --------------------------------------------- | --------------------------------------------- | --------------------------------------------- | --------------------------------------------- | --------------------------------------------- | --------------------------------------------- | --------------------------------------------- | --------------------------------------------- | --------------------------------------------- |
| Temperatura máxima recorde (°C)                                                                | 38                                            | 39,7                                          | 39,6                                          | 38                                            | 39,2                                          | 39,9                                          | 39                                            | 41,7                                          | 42,3                                          | 43                                            | 41,1                                          | 40,1                                          | 43                                            |
| Temperatura máxima média (°C)                                                                  | 31,8                                          | 31,6                                          | 31,8                                          | 32,8                                          | 33,8                                          | 34,5                                          | 35,2                                          | 36,8                                          | 37,3                                          | 35,1                                          | 33                                            | 32,3                                          | 33,8                                          |
| Temperatura média compensada (°C)                                                              | 26,1                                          | 26,1                                          | 26,2                                          | 26,7                                          | 27                                            | 26,5                                          | 26,5                                          | 28,2                                          | 29,5                                          | 28,1                                          | 27                                            | 26,5                                          | 27                                            |
| Temperatura mínima média (°C)                                                                  | 22,3                                          | 22,3                                          | 22,5                                          | 22,7                                          | 22,1                                          | 20,3                                          | 19,6                                          | 20,9                                          | 23,4                                          | 23,1                                          | 22,7                                          | 22,6                                          | 22                                            |
| Temperatura mínima recorde (°C)                                                                | 19,3                                          | 19                                            | 19,3                                          | 18,5                                          | 16,1                                          | 13,7                                          | 11,1                                          | 11,5                                          | 14,8                                          | 18,4                                          | 18,7                                          | 19,7                                          | 11,1                                          |
| Precipitação (mm)                                                                              | 298,6                                         | 260                                           | 264                                           | 179,8                                         | 60,5                                          | 6,3                                           | 0,9                                           | 1,3                                           | 46,2                                          | 143,9                                         | 223,6                                         | 264,5                                         | 1 749,6                                       |
| Dias com precipitação (≥ 1 mm)                                                                 | 19                                            | -                                             | 19                                            | 13                                            | 5                                             | 1                                             | 0                                             | 0                                             | 4                                             | 10                                            | 14                                            | 16                                            | -                                             |
| Umidade relativa compensada (%)                                                                | 80,9                                          | 80,8                                          | 82                                            | 78,5                                          | 70,8                                          | 59,2                                          | 50,9                                          | 43,7                                          | 47,8                                          | 65,6                                          | 75                                            | 78,1                                          | 67,8                                          |
| Insolação (h)                                                                                  | 152,8                                         | 136,9                                         | 148,8                                         | 181,1                                         | 239,2                                         | 273,3                                         | 297,1                                         | 292                                           | 237,2                                         | 194,8                                         | 164,1                                         | 159,7                                         | 2 477                                         |
| Fonte: INMET (normal climatológica de 1991-2020; recordes de temperatura: 25/11/1993-presente) |                                               |                                               |                                               |                                               |                                               |                                               |                                               |                                               |                                               |                                               |                                               |                                               |                                               |

## Demografia

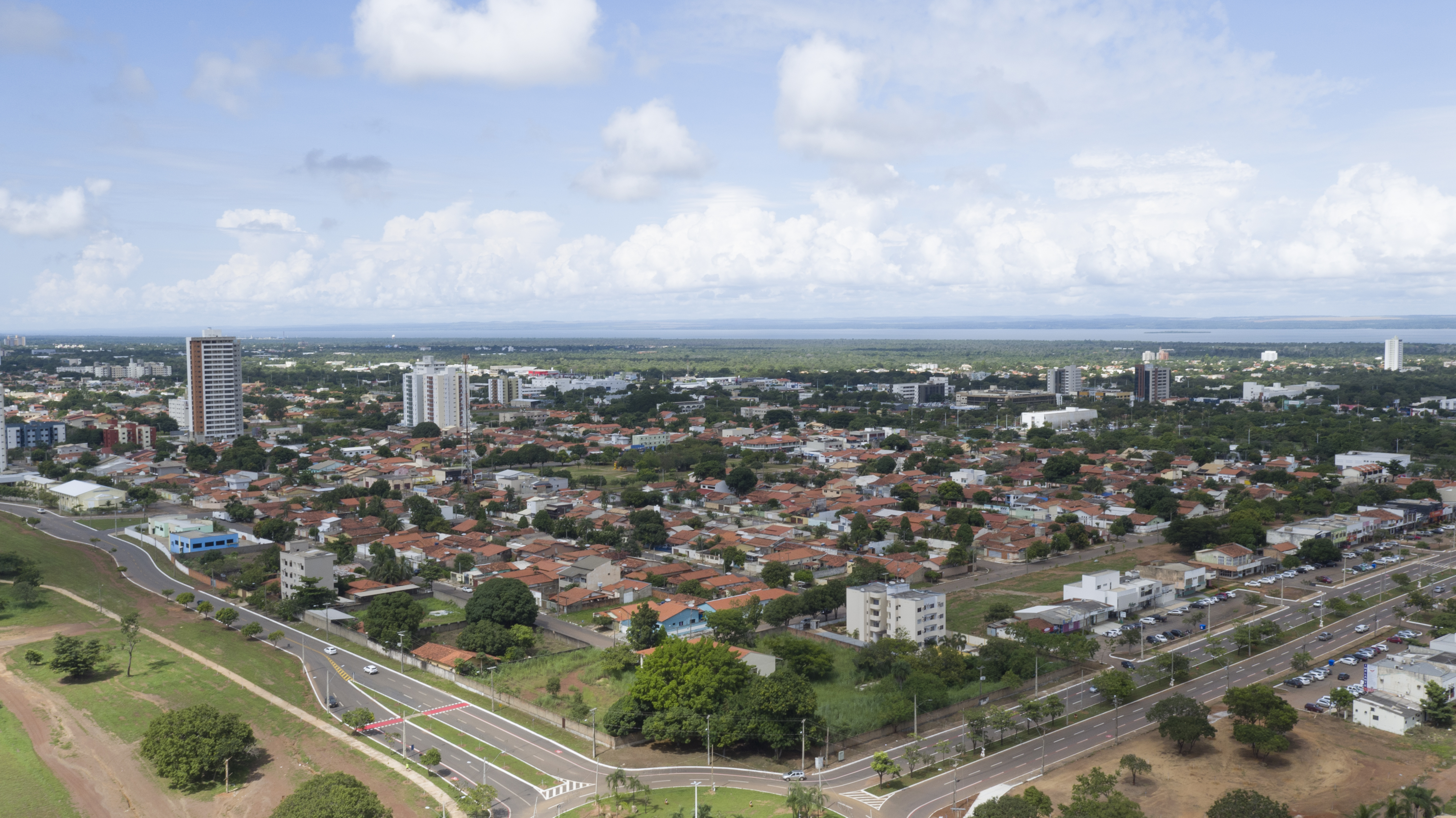
Vista parcial da cidade.

Palmas possuiu as mais importantes taxas de crescimento demográfico do Brasil nos últimos dez anos, recebendo pessoas de praticamente todos os estados brasileiros, com destaque para os estados vizinhos ao Tocantins. Segundo estimativas do Instituto Brasileiro de Geografia e Estatística (IBGE), o município atingiu um crescimento populacional de mais de 110% em 2008 comparando com a população residente em 1996, saindo dos 86.116 habitantes para uma estimativa de 184.010 habitantes, segundo pesquisas divulgadas pelo IBGE. Nos últimos anos, o desenvolvimento econômico pelo qual tem passado o município de Palmas de certa forma tem contribuído para a atração de um contingente populacional proveniente de diversas partes do país. Esta corrente migratória se deve à expectativa gerada com o surgimento de oportunidades de negócios e empregos em função da implantação do estado e da capital.
O Índice de Desenvolvimento Humano Municipal (IDH-M) de Palmas é considerado elevado pelo Programa das Nações Unidas para o Desenvolvimento (PNUD), seu valor é de 0,788, sendo o maior de todo o estado do Tocantins (em 139 municípios); primeira de toda Região Norte do Brasil (de 449) e o 76° de todo Brasil (de 5 565). Considerando apenas a educação, o valor do índice é de 0,934 (classificado como muito elevado), enquanto o do Brasil é 0,849. O índice da longevidade é de 0,712 (o brasileiro é 0,638) e o de renda é de 0,754 (o do Brasil é 0,723). A cidade possui a maioria dos indicadores elevados e parecidos com os da média nacional segundo o PNUD. A incidência da pobreza, medida pelo IBGE, é de 5,43%, o limite inferior da incidência de pobreza é de 1,56%, o superior é de 9,30% e a incidência da pobreza subjetiva é de 3,64%. O coeficiente de Gini, que mede a desigualdade social, é de 0,42, numa escala entre 1,00 (pior número) e 0,00 (melhor).
Palmas registrou em 2010 12,8 casos de homicídios por 100 mil habitantes, sendo tal quantidade a menor dentre as capitais brasileiras.

### Habitação, serviços e comunicação

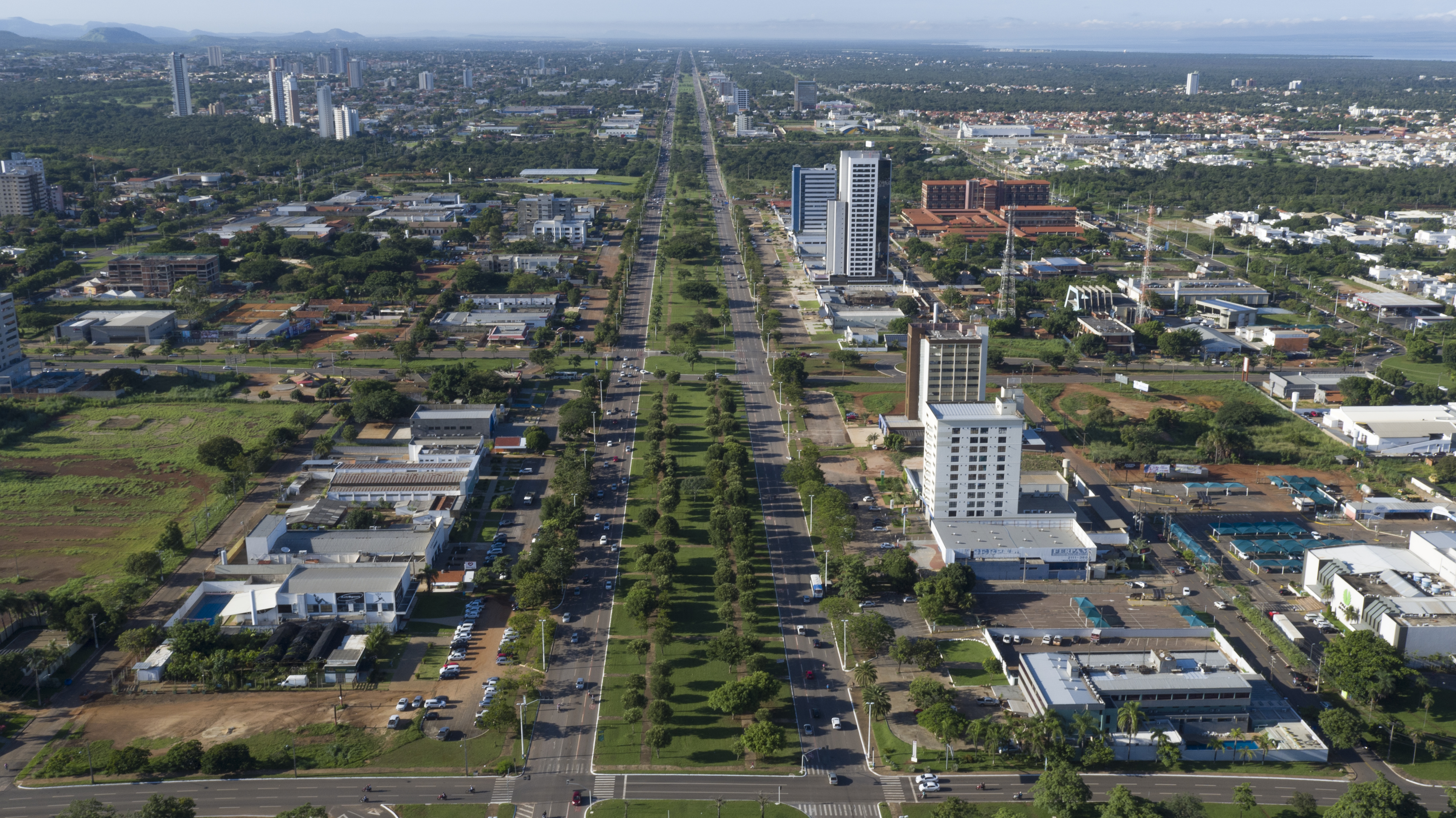
Palmas é uma cidade planejada

No ano de 2010, segundo o IBGE, a cidade tinha 68 679 domicílios entre apartamentos, casas, e cômodos. Desse total, 37 113 eram imóveis próprios, sendo 31 989 próprios já quitados (46,57%),5 124 em aquisição (7,46%) e 26 299 alugados (38,29%); 5 054 imóveis foram cedidos, sendo 951 por empregador (1,38%) e 4 013 cedidos de outra maneira (5,84%). 213 foram ocupados de outra forma (0,31%). Grande parte do município conta com água tratada, energia elétrica, esgoto, limpeza urbana, telefonia fixa e telefonia celular. Naquele ano, 95,52% dos domicílios eram atendidos pela rede geral de abastecimento de água; 96,99% das moradias possuíam coleta de lixo e 94,23% das residências possuíam escoadouro sanitário. Atualmente, o lixo da capital tocantinense é jogado no Aterro Sanitário de Palmas. Criado em 2001, é considerado um modelo nacional.

## Subdivisões

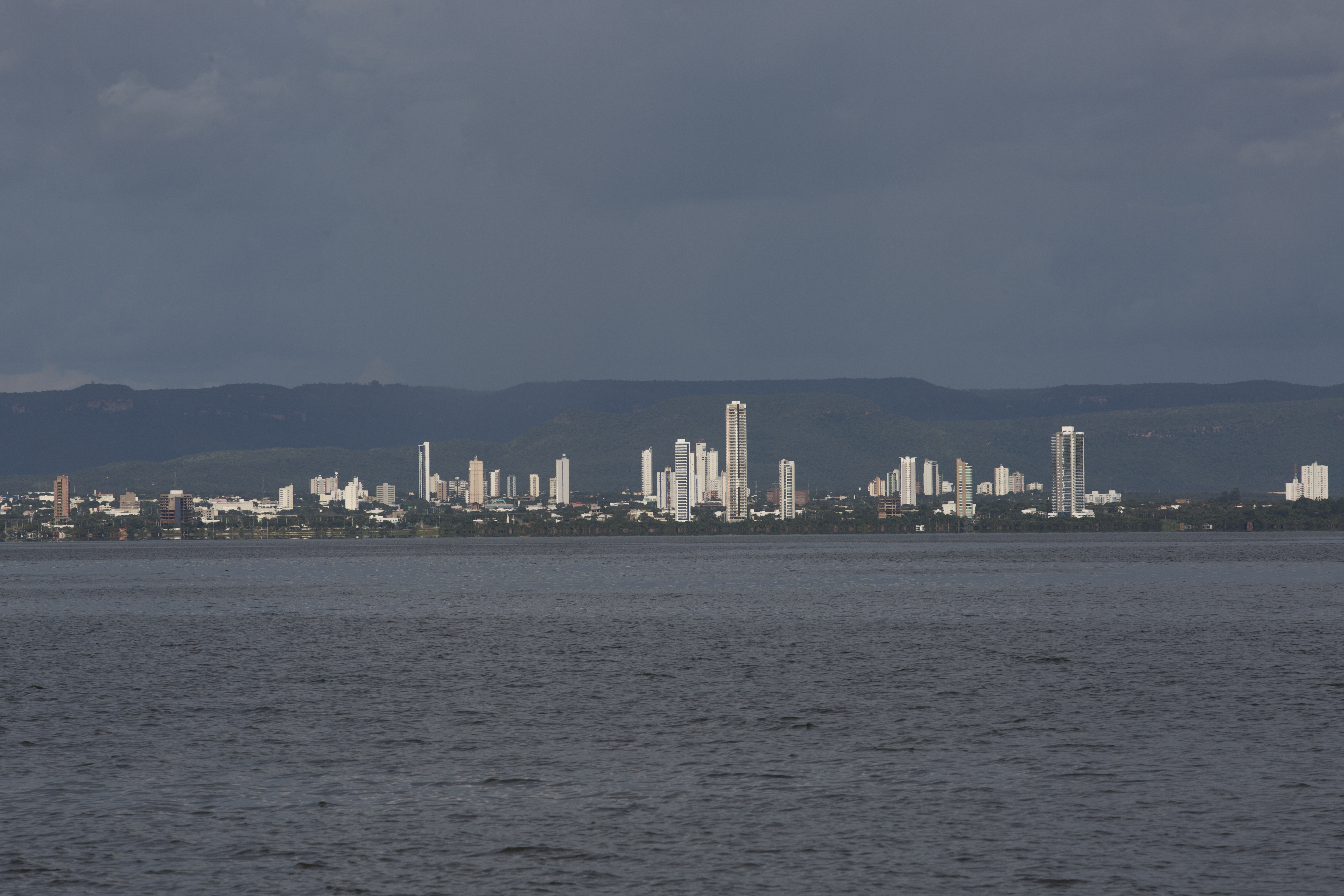
Vista geral da cidade.

Além da região do Plano Diretor, da região de Taquaralto e dos Aurenys (sede municipal), o município de Palmas também possui dois distritos localizados ao longo da rodovia TO-030, sendo estes o distrito de Taquaruçu e o distrito de Buritirana. Além destas localidades, o distrito de Luzimangues, localizado na margem esquerda do Rio Tocantins, também está intrinsecamente ligado a Palmas. Este último está localizado em território do município vizinho de Porto Nacional, estando às margens da rodovia TO-080.

### Regiões geográficas intermediárias e imediatas
De acordo com a divisão regional vigente desde 2017, instituída pelo IBGE, o município pertence às Regiões Geográficas Intermediária e Imediata de Palmas. Até então, com a vigência das divisões em microrregiões e mesorregiões, fazia parte da microrregião de Porto Nacional, que por sua vez estava incluída na mesorregião Oriental do Tocantins.

## Economia

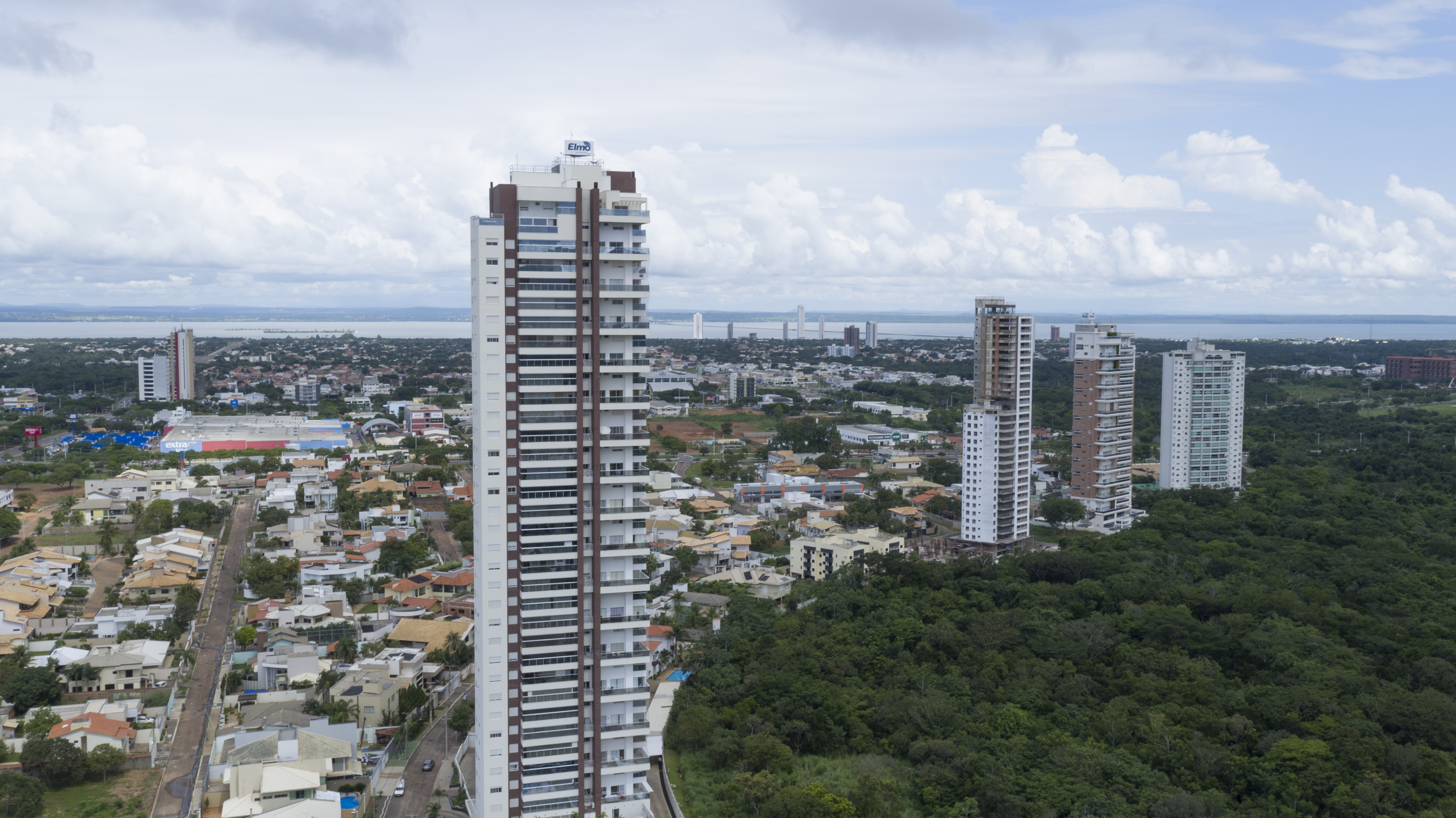
Vista aérea da cidade.

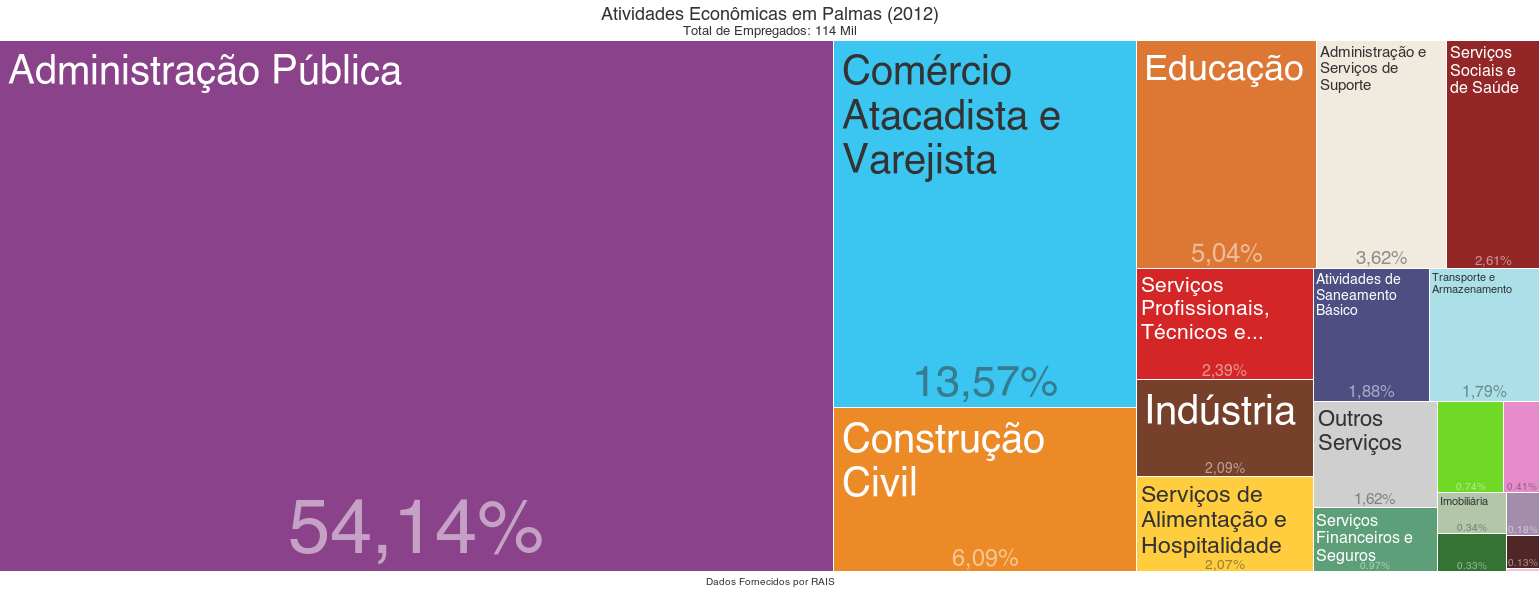
Atividades econômicas de Palmas em 2012.

Palmas foi concebida e projetada a partir de um concurso nacional em 1992. Para ser o centro administrativo e econômico do Tocantins, e devido a isso, o setor de serviços é o principal setor da economia palmense. A participação da agropecuária na economia palmense é menor do que a do setor de serviços, estando baseada em pequenas chácaras no entorno da cidade e das rodovias que dão acesso a Palmas, além de grandes fazendas de plantação de soja e de criação de gado no distrito de Buritirana.
A economia é predominantemente formal, formada principalmente por sociedades limitadas e firmas individuais. As micro empresas são as mais comuns no município, sendo que elas compõem mais de 80% das 4 394 empresas palmenses.
A cidade possui quatro distritos industriais, sendo eles o Distrito Industrial de Palmas, o Distrito Industrial Tocantins I, o Distrito Industrial Tocantins II e o Distrito Industrial de Taquaralto. Todos eles ficam localizados às margens das rodovias TO-050 e TO-010.

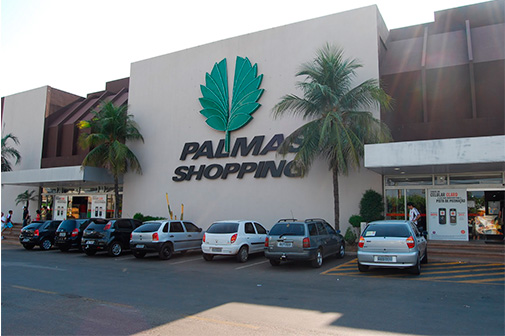
Vista do Palmas shopping.

O desenvolvimento de Palmas fez com que se tornasse uma cidade-polo, cuja influência socioeconômica abrange, além de todo o estado do Tocantins, o sudeste do Pará, o nordeste do Mato Grosso e do sul do Maranhão.
Em 2013 o Produto Interno Bruto (PIB) de Palmas foi estimado em R$ 5,82 bilhões, o menor entre as capitais brasileiras. Palmas recebeu investimentos, tais como: o Capim Dourado Shopping e Palmas Shopping; o pátio multimodal da Ferrovia Norte-Sul (localizado no município de Porto Nacional, às margens da TO-080)

## Política

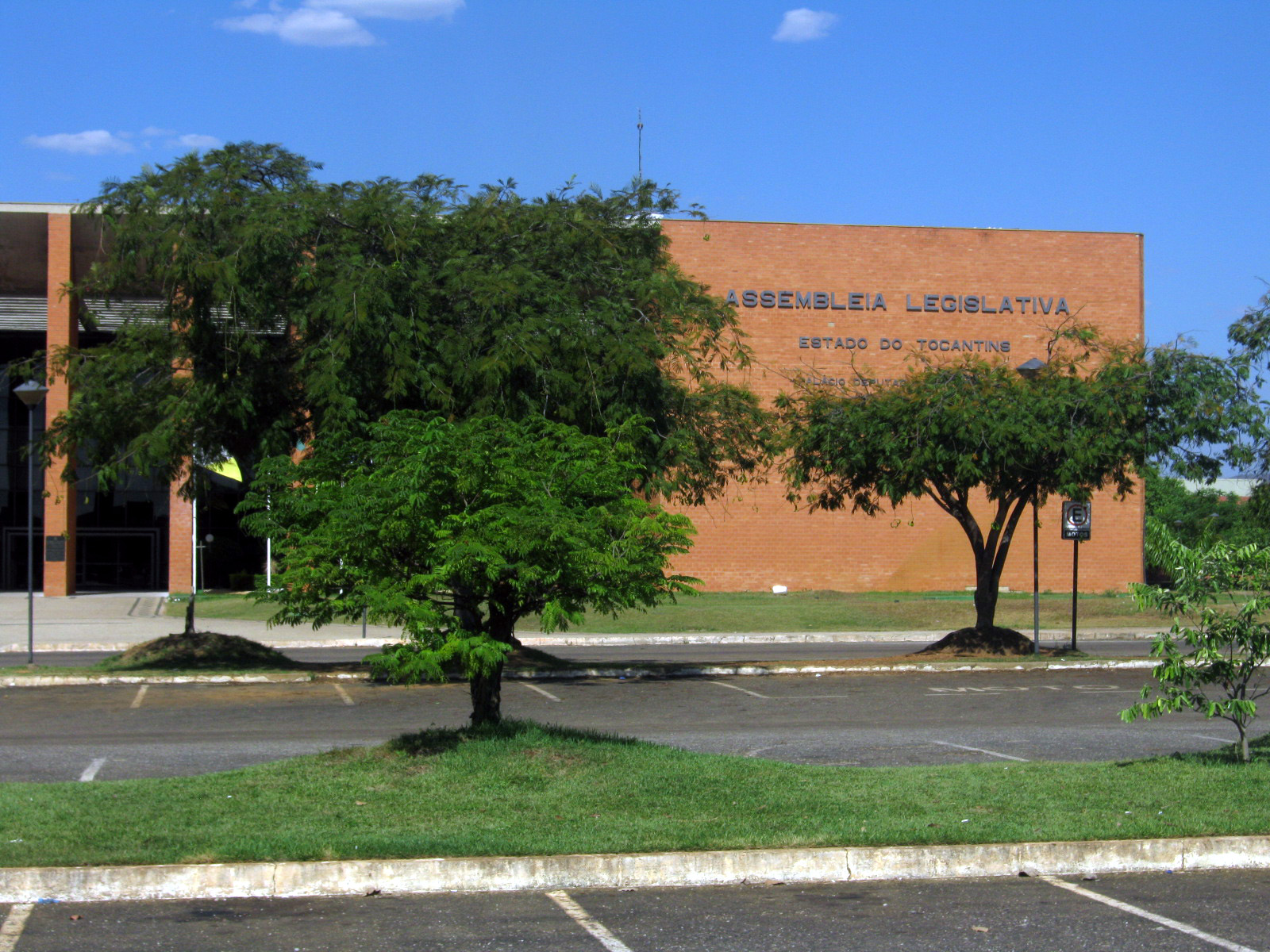
A Assembleia Legislativa do Estado do Tocantins, localizada na Praça dos Girassóis.

A administração municipal se dá pelo poder executivo (Prefeitura de Palmas) e pelo poder legislativo (Câmara Legislativa de Palmas).
Em sua história, Palmas já teve sete prefeitos. Todos foram eleitos por votação pública, sendo que Cinthia Ribeiro, a atual prefeita está na prefeitura desde 2016, quando substituiu o anterior prefeito, Carlos Amastha, até 2024.

### Relações Internacionais
Cidades-irmãs é uma iniciativa do Núcleo das Relações Internacionais, que busca a integração entre a cidade e demais municípios nacionais e estrangeiros. A integração entre os municípios é firmada por meio de convênios de cooperação, que têm o objetivo de assegurar a manutenção da paz entre os povos, baseada na fraternidade, felicidade, amizade e respeito recíproco entre as nações. Oficialmente Palmas tem duas Cidades-irmãs, são elas:
- Araguaína, Tocantins, Brasil[40]
- Colorado Springs, Colorado, Estados Unidos[41]

Palmas sedia um consulado:
- Consulado Honorário da Colômbia

## Infraestrutura

### Saúde

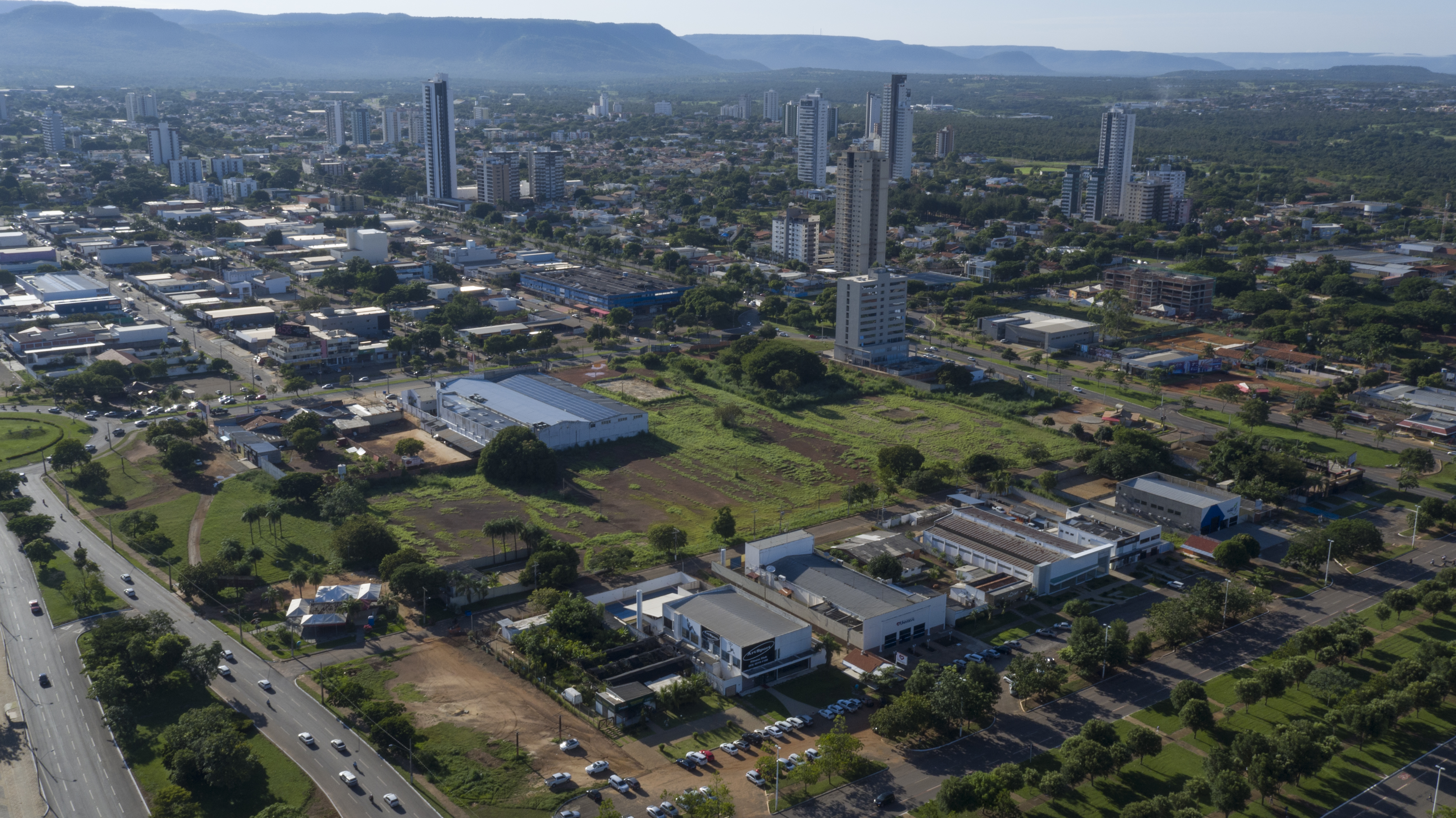
Panorama da área central de Palmas

Segundo informações do Instituto Brasileiro de Geografia e Estatística, Palmas dispunha de um total de 144 estabelecimentos de saúde em 2009, sendo 61 públicos e 83 privados, os quais dispunham no seu conjunto de 364 leitos para internação, sendo que quase 300 são públicos. A cidade também conta com atendimento médico ambulatorial em especialidades básicas, atendimento odontológico com dentista e presta serviço ao Sistema Único de Saúde (SUS). Em 2009 existiam 73 683 mulheres em idade fértil (entre 10 e 49 anos).
Palmas contava em abril de 2010 com 79 anestesistas, 271 auxiliares de enfermagem, 44 cirurgiões gerais, 309 cirurgiões dentistas, 189 clínicos gerais, 231 enfermeiros, 92 farmacêuticos, 120 fisioterapeutas, 38 fonoaudiólogos, 80 gineco-obstetras, 48 médicos de família, 17 nutricionistas, 90 pediatras, 69 psicólogos, 13 psiquiatras, 48 radiologistas e 635 técnicos de enfermagem, totalizando 2373 profissionais de saúde. Em 2008 foram registrados 3 959 nascidos vivos, sendo que 5,6% nasceram prematuros, 53,2% foram de partos cesáreos e 17,8% foram de mães entre 10 e 19 anos (0,6% entre 10 e 14 anos). A taxa bruta de natalidade era de 21,5 por 100 mil habitantes. No mesmo ano, a taxa de mortalidade infantil era de 15,4 por mil nascidos vivos e a taxa de óbitos era de 3,2 por mil habitantes.
Segundo uma pesquisa realizada nos últimos anos, a saúde pública de Palmas traz a satisfação de 90% da população. O Hospital de Urgências de Palmas e o HGP são alguns dos principais hospitais da cidade. Entretanto, doenças como a Dengue estão trazendo dados pouco a pouco alarmantes para a cidade.

### Educação

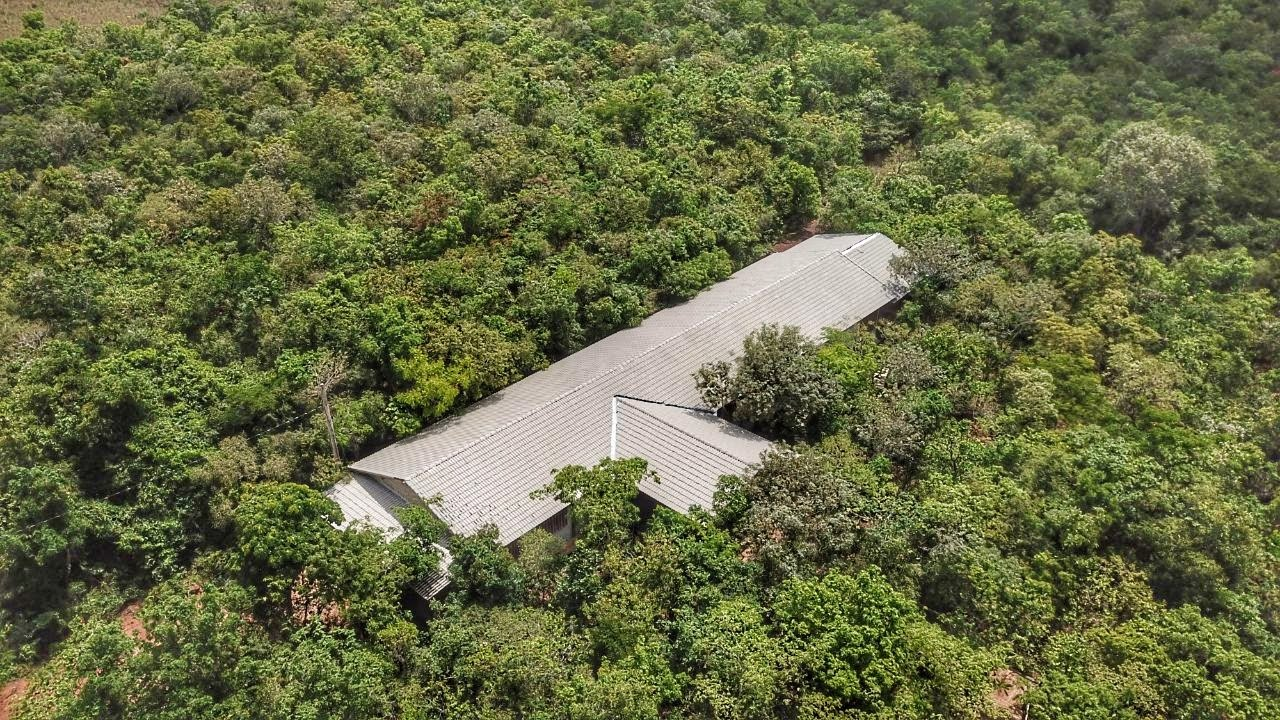
Prédio principal do CeMAF (Centro de Monitoramento Ambiental e Manejo do Fogo) da Universidade Federal do Tocantins

Os resultados do índice de Desenvolvimento de Educação Básica (IDEB) 2015, divulgados pelo Ministério da Educação, revelam que Palmas alcançou a meta inicialmente prevista pelo Ministério da Educação para 2021, tanto nas séries iniciais (4º e 5º anos) quanto nas finais (8º e 9º anos). O ranking do IDEB mostra ainda que Palmas obteve o melhor índice entre capitais nas séries finais (5.6) - superando Curitiba - e com o segundo melhor nas séries iniciais, atrás apenas da capital paranaense.
O Ministério da Educação (MEC) concedeu ao município de Palmas o "Selo Município Livre de Analfabetismo". A cidade está entre os 207 municípios que atingiram mais de 96% de alfabetização e, com esse documento, o MEC reconhece o esforço realizado, principalmente, com jovens e adultos acima de 15 anos. O fator educação do IDH no município atingiu a marca de 0,934 – patamar consideravelmente elevado, em conformidade aos padrões do Programa das Nações Unidas para o Desenvolvimento (PNUD) – ao passo que a taxa de analfabetismo indicada pelo último censo demográfico do IBGE em 2000 foi de 6,33%.
Palmas tem um sistema de ensino primário e secundário, público e privado, e uma variedade de profissionais de escolas técnicas. Em 2009 havia na cidade 89 estabelecimentos de ensino fundamental, 64 unidades pré-escolares, 29 escolas de nível médio e mais algumas instituições de nível superior. No total foram 36 538 matrículas e 1 536 docentes registrados em 2009. No ensino superior, destacam-se importantes universidades públicas e privadas. As instituições de ensino superior sediadas em Palmas são: a Universidade Federal do Tocantins (UFT) , Universidade Estadual do Tocantins-UNITINS, Instituto Federal do Tocantins (IFTO), a Universidade Católica do Tocantins e o Centro Universitário Luterano de Palmas.
Tomando por base o relatório do Índice de Desenvolvimento da Educação Básica (IDEB) de 2005, o município obteve quase 3,3 pontos, e a tendência é de se chegar a 5,6 em 2021. Na classificação geral do Exame Nacional do Ensino Médio (ENEM) de 2008, nenhuma escola da cidade figurou entre as 50 melhores do ranking.

### Transportes

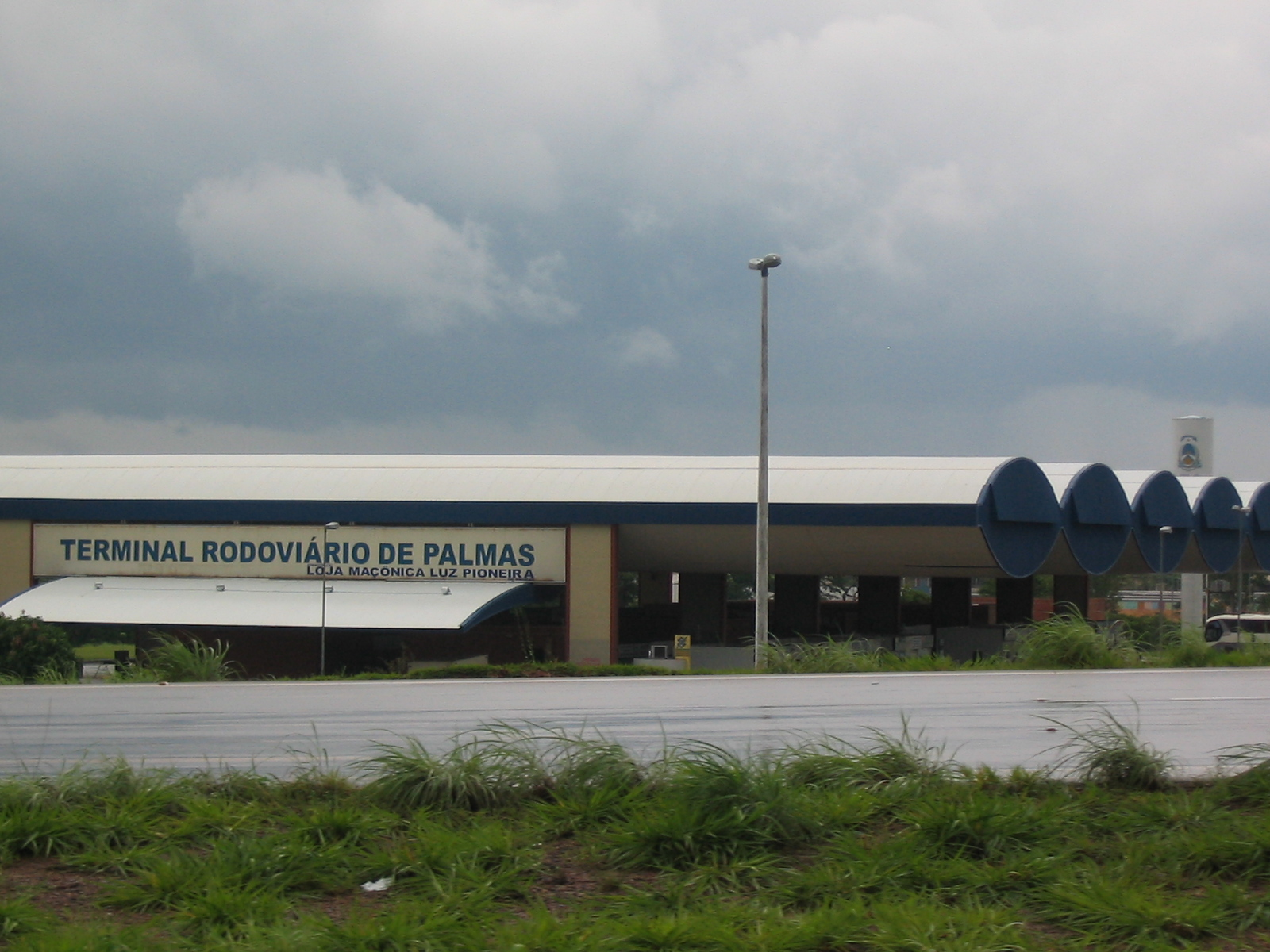
O Terminal Rodoviário de Palmas, localizado na Quadra 1212 Sul, em frente ao entroncamento entre a Avenida LO-27 e a rodovia TO-050.

Palmas encontra-se localizada próxima à rodovia BR-153. Pela BR-153, o município tem acesso às principais cidades do Tocantins e demais regiões do país, especialmente o Centro-Sul e os demais estados do Meio-Norte (Maranhão, Pará e Amapá). A TO-050 também é uma importante via de acesso a Palmas, sendo responsável por ligar a cidade ao município vizinho de Porto Nacional, à região sudeste do estado, ao nordeste de Goiás, ao estado da Bahia e ao Distrito Federal.
Por Palmas também passa a BR-010, que apesar de ser uma rodovia federal, é administrada pela prefeitura no trecho urbano da cidade e pelo governo do estado no trecho rural. Dentro do município, a BR-010 segue o mesmo percurso das rodovias TO-050 e TO-020. De uma forma geral, as rodovias que passam pelo município de Palmas, são: a BR-010; a TO-010; a TO-020; a TO-030; a TO-040, TO-050, TO-070, a TO-080, a TO-365 (no distrito de Taquaruçu) e a TO-453 (no distrito de Buritirana).
As empresas que operam o sistema de transporte coletivo na cidade são: Expresso Miracema, Viação Capital (Viacap) e a Palmas Superurbano. Na cidade existem seis terminais de integração, sendo que cada um deles recebe o nome de uma das tribos indígenas do Tocantins. São eles: Estação Apinajé, Estação Xambioá, Estação Krahô, Estação Xerente, Estação Karajá e Estação Javaé. Destes terminais partem todas as linhas de transporte coletivo da cidade, sendo que a linha que interliga todos eles recebe o nome de Eixão.
Em oito anos, a frota de Palmas teve um aumento de quase 240%, saltando de 27 219 veículos em 2001 para 132 537 em 2012.